# (4272) Entsuji
(4272) Entsuji es un asteroide perteneciente al cinturón de asteroides, descubierto el 12 de marzo de 1977 por Hiroki Kosai y su compañero astrónomo Kiichirō Furukawa desde el Observatorio Kiso, Monte Ontake, Japón.

## Designación y nombre
Designado provisionalmente como 1977 EG5. Fue nombrado Entsuji en homenaje al templo budista “Entsu-ji” en Japón, cerca del cual vivió el descubridor Hiroki Kosai siendo joven.